# 高田時雄
高田 時雄（たかた ときお；英語: TAKATA Tokio、1949年（昭和24年）6月 - ）は、日本の文献学者、敦煌学者。京都大学名誉教授。漢学での字は「子梁」。

## 経歴
1949年、大阪府大阪市生まれ。1968年4月に京都大学文学部に入学し、中国語学・中国文学を専攻した。1972年4月に同文学研究科に進み、1979年3月に卒業。在学中の1976年9月～1980年1月にフランスの社会科学高等研究院へ留学。
帰国後、1981年から1983年まで小樽商科大学助教授を務めた。1983年より京都大学助教授となり、1997年4月に教授昇進。2006年に学位論文『敦煌資料による中國語史の研究：九・十世紀の河西方言』を京都大学に提出して博士号を取得。2014年3月、同大学を退任し、名誉教授となった。退任後は、2016年2月より2022年1月まで中国復旦大学特聘教授を務めた。現在は、東洋文庫研究員。

## 受賞・栄典
- 1987年：東方学会賞
- 1988年：金田一京助博士記念賞

## 研究内容・業績
文献学を専門とし、中国語学に関する編著や訳書を数多く手掛けている。専門は音韻学で、敦煌資料など古写本研究。

## 著作

### 著書
- 『敦煌資料による中国語史の研究：九・十世紀の河西方言』(創文社, 1988年)
  - (講談社「創文社オンデマンド叢書」,2022年)

### 編著書
- 『京大東洋学の百年』(礪波護・藤井譲治編, 京都大学学術出版会, 2002年)[3]
- 『漢字文化三千年』(高田時雄編, 臨川書店, 2009年)
- 『小川環樹中國語學講義』(小川環樹述・尾崎雄二郎筆録・高田時雄編, 臨川書店, 2011年)
- 『續・東洋學の話 : 石濱純太郎』(石濱純太郎著・高田時雄編, 臨川書店, 2018年)
- 『石濱純太郎大壺讀書記』(石濱純太郎著・高田時雄編, 臨川書店, 2023年)
- 『内藤湖南自用印譜』(高田時雄編撰, 九州出版社, 2023年)

### 訳書
- 『中国の諸言語:歴史と現況』(S・R・ラムゼイ著・高田時雄ほか訳, 大修館書店, 1990年)

### その他
- 『東方學研究論集：高田時雄教授退休紀念』(臨川書店, 2014年)[4]
- 京都国立博物館国際シンポジウム「敦煌写本研究の現在」(京都国立博物館)[5]

## 参考資料
- 高田時雄著作(京都大学人文科学研究所)[6]